# رودریگو لیندوسو

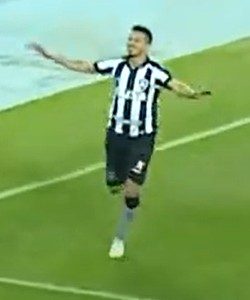
رودریگو لیندوسو در سال ۲۰۱۷

رودریگو لیندوسو (به پرتغالی: Rodrigo Oliveira Lindoso) هافبک اهل برزیل است که در شهر سائو لوئیس، مارانهاو و در تاریخ ۶ ژوئن ۱۹۸۹ به دنیا آمده‌است.
رودریگو لیندوسو در تیم‌های فوتبال Madureira سابقهٔ حضور دارد.